# Callidium bifasciatum
Callidium bifasciatum är en skalbaggsart som beskrevs av Fabricius 1787. Callidium bifasciatum ingår i släktet Callidium och familjen långhorningar. Inga underarter finns listade.